# Hemlös (TV-serie)
Hemlös är ett svenskt samhällsprogram om hemlöshet i Sverige. Det är producerat av Utbildningsradion och visades i Sveriges Television hösten 2009. Programserien bygger huvudsakligen på dokumentärinslag, men innehåller också sketcher kring hemlösas situation med Thorsten Flinck som skådespelare. Programledare är Nour El Refai och Helene Westerlund.